# Mary Broadfoot Walker
Mary Broadfoot Walker (Wigtown (Croft-an-Righ), 17 aprile 1888 – Wigtown, 13 settembre 1974) è stata un medico scozzese, che per prima ha dimostrato l'efficacia della fisostigmina nel trattamento della condizione di miastenia gravis, una malattia collegata alla debolezza muscolare. È stata anche la prima a riconoscere l'associazione tra paralisi periodica familiare e bassi livelli di potassio nel sangue.

## Primi anni di vita ed educazione
Mary Walker nacque a Croft-An-Righ, Wigtown, Scozia nel 1888. Maggiore di quattro figli, suo padre era un avvocato. Dopo la scuola si è formata in medicina presso l'Edinburgh College of Medicine for Women e, come la maggior parte degli studenti del college, ricevette gran parte del suo insegnamento clinico a Glasgow. Si è laureata MB ChB presso l'Università di Edimburgo nel 1913.

## Carriera e ricerca
Durante la prima guerra mondiale prestò servizio con i Royal Army Medical Corps presso il 63º Ospedale Generale, Malta. Nel 1920 divenne assistente ufficiale medico stipendiato in "Poor Law Service" presso l'ospedale di St Alfege, Greenwich, Londra, dove lavorò fino al 1936. Nel 1932 le fu conferita l'Appartenenza al Royal College of Physicians. Lavorò quindi all'Ospedale St Leonard, Shoreditch, al St. Francis 'Hospital, Dulwich e St Benedict's Hospital, Tooting.
Nel 1934, mentre lavorava all'ospedale di St Alfege, la Walker scoprì che un'iniezione sottocutanea di fisostigmina poteva temporaneamente invertire la debolezza muscolare trovata nei pazienti con miastenia grave. Aveva notato che i sintomi e i segni della miastenia erano simili a quelli trovati nell'avvelenamento da curaro e che la fisostigmina era usata in quel periodo come antidoto per l'avvelenamento da curaro. Il primo caso di Myastenia gravis trattato con successo con la fisostigmina fu pubblicato su the Lancet nel giugno del 1934.
Nel 1935 la Walker fu la prima a riconoscere l'associazione tra la condizione della paralisi periodica familiare e l'ipokalamia (bassi livelli di potassio nel sangue). Descrisse anche il test di ricusazione del glucosio utilizzato nella diagnosi della paralisi periodica ipokalamica e l'uso di potassio per via endovenosa nel suo trattamento. Durante il 1935 la sua ricerca sulla miastenia fu incorporata nella sua tesi MD che fu presentata attraverso l'Università di Edimburgo e per la quale ricevette una medaglia d'oro.
Dopo il suo ritiro a Croft-an-Righ nel 1954, continuò a lavorare part-time al Glasgow Royal Maternity and Women's Hospital e rimase attiva nel campo della miastenia grave.
Il suo articolo del 1973 descrive anche the Mary Walker Effect, un segno clinico trovato nella miastenia grave.
Morì il 13 settembre 1974 all'età di 86 anni.

## Premi e riconoscimenti
Nel 1962 la Walker fu la prima destinataria del Premio Jean Hunter del Royal College of Physicians, "per il progresso della ricerca sul trattamento dell'esaurimento nervoso e per il suo contributo originale alla conoscenza fondamentale della natura della miastenia grave, dato mentre svolgeva le funzioni di routine di ufficiale medico in un grande ospedale metropolitano».

## Annotazioni
1. ↑  Lettera di Miss Sylvia Bates che sostiene lo studio clinico controllato della timectomia per accertare il suo ruolo nella gestione della Miastenia Gravis